# Mariana Klaveno
Mariana Klaveno   (Endicott, 25 d'octubre de 1979) més coneguda per haver interpretat a la vampir "Lorena Krasiki" a la sèrie d'HBO True Blood, és una actriu estatunidenca. Destaquen també els seus papers com la psicòpata Abby a la TV Movie While the Children Sleep i el de l'actriu Peri Westmore a la sèrie de Lifetime Devious Maids.
Actualment i des de 2014, interpreta a la detectiu Janice Lawrence a la sèrie policíaca Stalker de la cadena CBS.

## Biografia
Mariana Klaveno va créixer en una granja propietat de la seva família a Endicott, Washington. Amb tres germans, Klaveno es va graduar Cum Laude a la Universitat de Washington de Seattle en un grau en teatre, tenint a Jon Jory com a company de classe.
Klaveno va ser escollida per interpretar a Lorena a la sèrie d'HBO True Blood, la "creadora" del personatge principal Bill Compton. La seva primera aparició va ser al cinquè episodi de la primera temporada, i es va convertir en un personatge regular amb aparició als crèdits durant la segona meitat de la segona temporada. Mariana Klaveno va ser nominada a la setzena edició dels premis Screen Actors Guild Awards el gener de 2010 pel seu paper de Lorena a True Blood. Ella i el seu company de pantalla Stephen Moyer van ser premiats amb el Holy Shit Scene of the Year als Sream Awards de 2010 per la seva escena a la tercera temporada en què Bill torça el cap de Lorena 180 graus enrere mentre estan mantenint relacions.
El 2007 Klaveno va protagonitzar la TV-Movie de Lifetime While the Children Sleep, en el paper d'Anny Reed una càngur psicòpata. També va aparèixer com a actriu convidada les sèries de televisió Standoff, ER i a dos episodis de la sisena temporada de Dexter.
El 2012, Klaveno va ser escollida com a personatge regular de la sèrie de Lifetime Devious Maids on interpretava a Peri Westmore. Quan la cadena ABC va passar originalment l'episodi pilot d'aquesta sèrie, Klaveno havia estat contractada per interpretar a Lily Munster a Mockingbird Lane (el remake de 2012 de The Munsters). Tot i això, no li van permetre trencar el seu contracte previ amb Devious Maids, així que Klaveno va ser substituïda per Portia de Rossi Posteriorment, Lifetime va ordenar una temporada completa de Devious Maids que es va estrenar el 23 de juny de 2013. Klaveno va ser membre regular de la sèrie durant la seva primera temporada i va passar a fer aparicions com a actriu convidada durant la segona temporada.
El 2014 va ser escollida per interpretar a la detectiu Janice Lawrence a la sèrie policiaca de CBS Stalker. En aquesta sèrie, on comparteix pantalla amb Maggie Q i Dylan McDermott, interpreta a una inspectora del departament de prevenció contra delictes d'assetjament.

## Filmografia
| Any             | Títol                            | Paper                     | Notes |
| --------------- | -------------------------------- | ------------------------- | --- |
| 2004            | Game box 1.0                     | Michelle                  | Directe a vídeo |
| 2004            | Good Girls Don't...              | Mercedes                  | Episodi: "The Big O" |
| 2005            | Alias                            | Young Woman               | Episodi: "A Clear Conscience" |
| 2006            | Laws of Chance                   | Allison Mayner            | Episodi: "Original" |
| 2006            | In Justice                       | Carolyn Hunter            | Episodi: "Golden Boy" |
| 2006            | Though None Go with Me           | Carrie                    | TV movie |
| 2006            | The Lifestyle                    | Trixie                    | Curtmetratge |
| 2006            | Standoff                         | Kari Nichols              | Episodi: "Partners in Crime" |
| 2007            | First Period                     | Ms. Hendricks             | Curtmetratge |
| 2007            | While the Children Sleep         | Abigail Reed              | TV movie |
| 2007            | Final Approach                   | FBI Agent Harris          | TV movie |
| 2007            | K-Ville                          | Kelly Vert                | Episodi: "Cobb's Webb" |
| 2008            | Sidewalk Situations              | Rose                      | Curtmetratge |
| 2008            | ER                               | Rebecca                   | Episodi: "Under Pressure" |
| 2008-2010, 2012 | True Blood                       | Lorena Krasiki            | Persontatge regular, 13 episodis Satellite Award for Best Cast – Television Series Nominada - Screen Actors Guild Award for Outstanding Performance by an Ensemble in a Drama Series |
| 2011            | The Carrier                      | Amanda                    | Curtmetratge |
| 2011            | Hawaii Five-O                    | Julie Adelman             | Episodi: "E Malama" |
| 2011            | Criminal Minds: Suspect Behavior | Veronica Day              | Episodi: "The Time is Now" |
| 2011            | Dexter                           | Carissa Porter            | 2 episodis |
| 2011            | Innocent                         | Anna Vostick              | TV movie |
| 2012            | No God, No Master                | Loise Berger              | |
| 2013–14         | Devious Maids                    | Peri Westmore             | Personatge regular (temporada 1; 10 episodes), Recurrent (temporada 2; 2 episodis)                                                                                                   |
| 2013            | Roar                             | Ellen Warren              | Curtmetratge |
| 2014–2015       | Stalker                          | Detective Janice Lawrence | Personatge regular |
| 2014            | The All-Nighters                 | Grace                     | Curtmetratge |
| 2015            | West of Redemption               | Becky                     | |
| 2017            | Aftermath                        | Eve Sanders               | Pel·lícula - thriller dramatic |
| 2016–2017       | Designated Survivor              | Brooke Mathison           | Personatge recurrent |